# シュークリーム

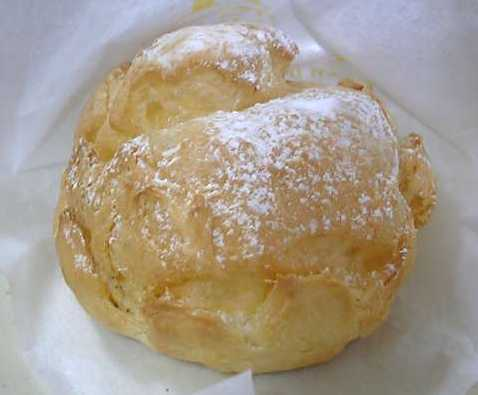
シュークリーム

シュークリームは、中が空洞になるように焼いた生地にカスタードクリームなどを詰めた洋菓子の一種。フランス語で「chou à la crème」（シュー・ア・ラ・クレーム）と呼ばれる菓子である。詰めるクリームについては、洋菓子店・各メーカーなどによって、チョコレートクリームや果汁（イチゴ、メロン、マンゴー等）を使ったクリームなど、様々なバリエーションが存在する。

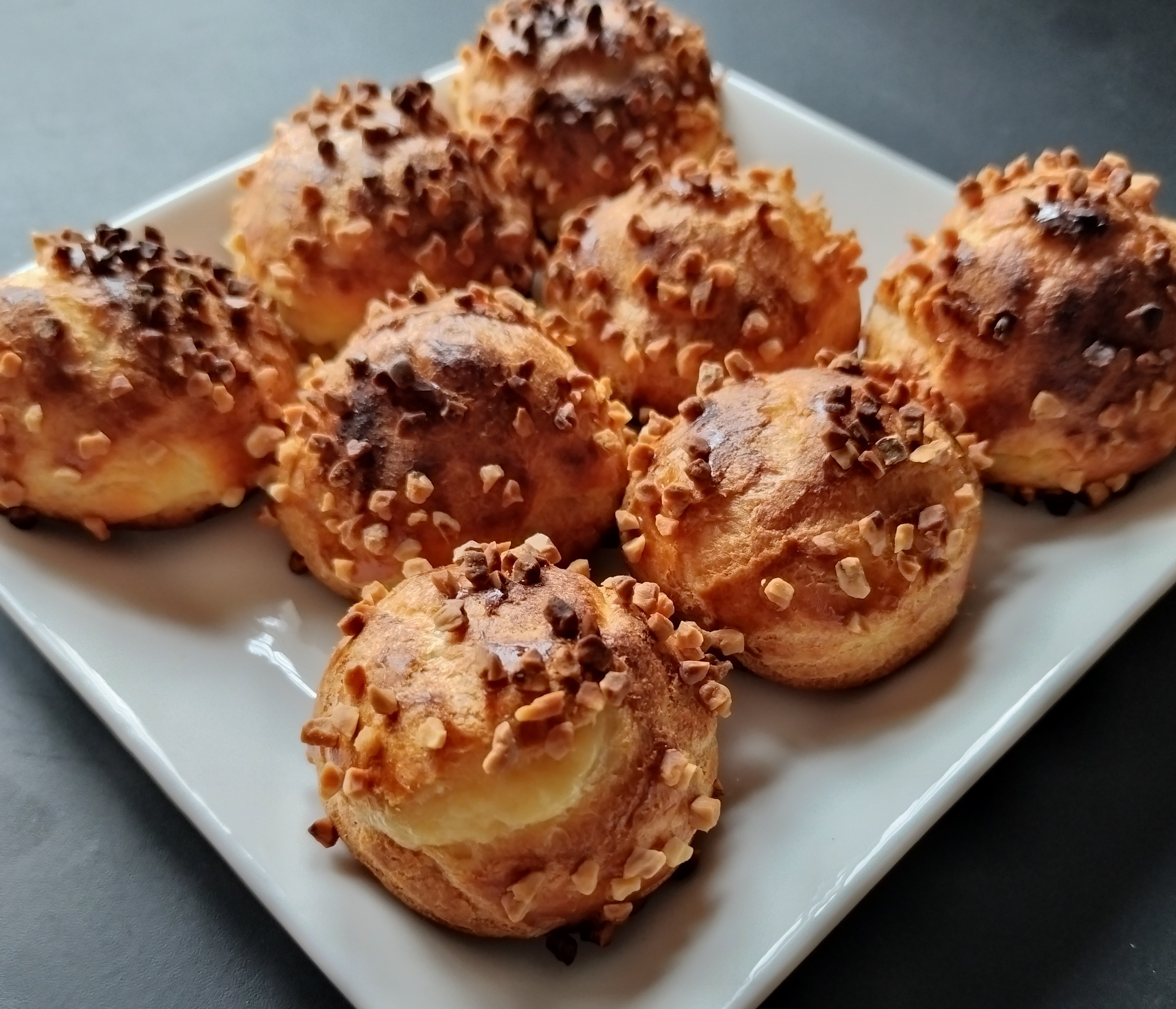
シューアラクレーム（バニラビーンズが多く使われているシュークリーム）

## 名称

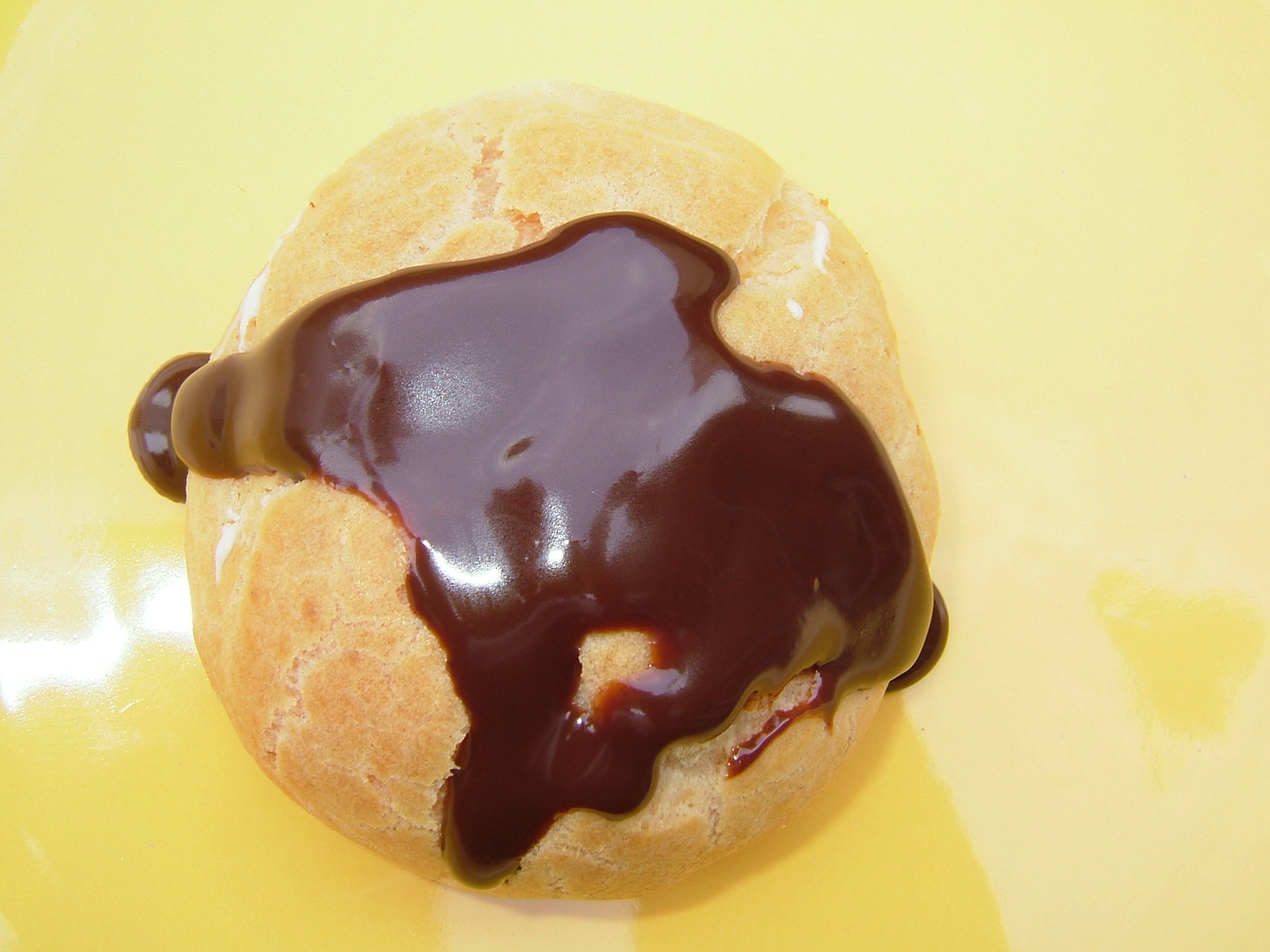
プロフィトロール（プロフィトロール・オ・ショコラ）

フランス語のシュ（chou [ʃu]、複数形はchouxで発音は同じ）と、英語のクリーム（cream）からなる、和製外来語。フランス語では「chou à la crème」（シュー・ア・ラ・クレーム）という。「シュー」とはフランス語でキャベツ、ハクサイ等の葉野菜や、ハボタン等の植物などの総称だが、ここではキャベツを意味し、丸く絞り出して焼いた生地を結球したキャベツに見立てて「シュー」と呼ぶ。生の生地は「pâte à choux」（パート・ア・シュー、シュー生地）と呼ばれる。
誤解例が未だに散見するが、英語の靴（shoe）とは関係はなく、仮に英語圏で「シュークリーム」と言った場合には、当該洋菓子のことを意味しない。
また、日本ではプチシューと呼ばれる一口サイズの小さなシュークリームを「profiterole」（プロフィトロール、「心付け」の意）という。特に、チョコレート・ソースをかけたプロフィトロール・オ・ショコラ（Profiterole au chocolat）を意味することもある。
英語圏では「cream puff」（クリーム・パフ、クリーム入りのふっくらした物の意）、あるいは、主に英国では（大きさにかかわらず）「プロフィトロール」として知られている。
日本の他にも、タイなど「シュークリーム」（タイ語: ชูครีม）という呼び方が定着している国もある。

## 歴史
シュー生地の原型は「揚げシュー（ベニエ・スフレ）」であるとされる。現代のシューの由来は諸説あるが、一般的には1553年にメディチ家のカトリーヌ姫が輿入れした際に、お抱え菓子職人のポプリーヌによってフランスに伝わったとされる。この時点では乳房を意味するププランの名で呼ばれていたが、その後の1760年にジャン・アヴィスが完成させたといわれる。
日本に伝えたのは、幕末に横浜で西洋菓子店 横浜八十五番館を開いたサミュエル・ピエールが最初である。1884年に米津風月堂から販売されている。
一般に広まったのは冷蔵庫が普及する昭和30年代からである。
現代フランスにおいては、日本の菓子店で見るようなシンプルなシュークリームは「chou a l'ancienne」（シュー・ア・ランシエンヌ、昔風シュークリームの意）と呼ばれている。1990年代のパリでは家庭で作ることもできる菓子と考えられていたこともあり、一般に店頭に並ぶ菓子ではなかった。シュー生地を用いながらもエクレア、サントノレ、パリ・ブレストといった、別の食感を付加した菓子が好まれる傾向があるといわれていた。
2010年代、パリでは一つのスイーツに特化した専門店がブームとなり、2011年には北マレにシュークリーム専門店ポペリーニ、2013年にはオデット・パリがオープンした。パリのポペリーニやオデット・パリなどのシュー生地はシュー・クラックランと呼ばれるざっくりした食感の生地を使ったものである。

## 種類

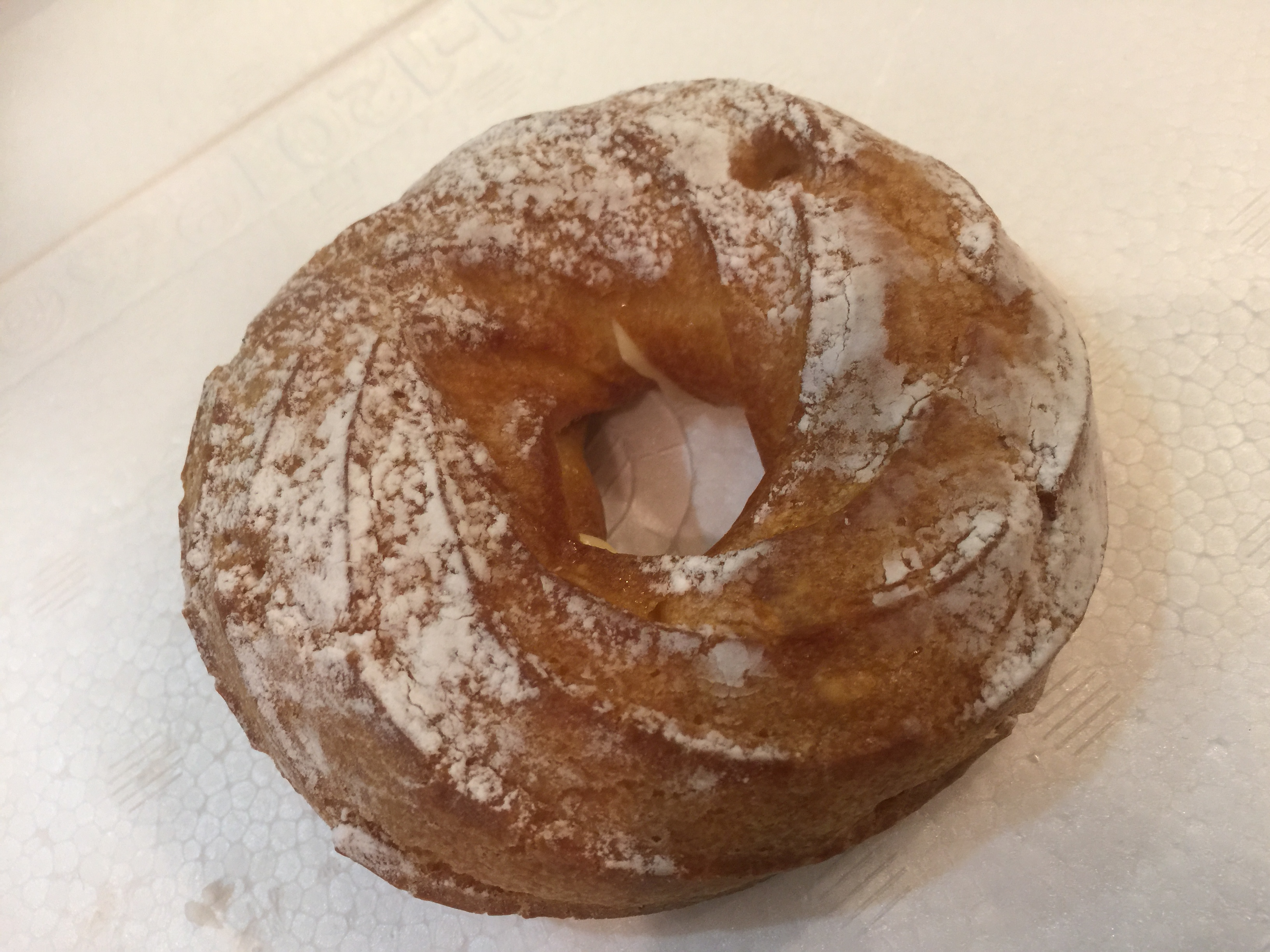
パリ・ブレスト

近年は大型のシュークリームも販売されている。また、表面にクッキー生地を使った「クッキーシュー」や、カスタードクリームの代わりにチョコレートやホイップクリーム、小倉あんなどを入れた変わり種や、アイスクリームを詰めたシューアイスなども販売されている。同じシュー生地から作るフランスの伝統菓子にエクレア、クロカンブッシュ、シューケットなどがある。
シュー生地を使った菓子として、白鳥型のスワン（シーニュ 仏: Cygne）がある。また自転車競技のパリ・ブレスト・パリの開催記念に創作されたパリ・ブレストは、自転車レースの記念品らしく、自転車の車輪を象り円環状に生地を仕上げ、その中にクリーム（アーモンドプラリネの粉砕（クラッシュ）を加えたバタークリームが多い）を詰めて仕上げる。